# Солгинский
Солгинский (в народе — Солга) — посёлок в Вельском районе Архангельской области, административный центр муниципального образования «Солгинское».

## Географическое положение
Посёлок расположен в 51 км на запад от Вельска, железнодорожная платформа 62 км на линии Вельск — Коноша, на берегу реки Вель (приток Ваги).
Часовой пояс
Солгинский, как и вся Архангельская область, находится в часовой зоне МСК (московское время). Смещение применяемого времени относительно UTC составляет +3:00.

## История
Образован в 1946 году в связи со строительством домостроительного комбината. С 1958 года по 1 января 2004 года Солгинский являлся посёлком городского типа, после — центр Солгинского сельсовета, с 2006 года — центр муниципального образования «Солгинское».

## Население
| 1959 | 1970  | 1979  | 1989  | 2002  | 2010  | 2012  | 2014  |
| ---- | ----- | ----- | ----- | ----- | ----- | ----- | ----- |
| 3437 | ↘2786 | ↘2655 | ↘2583 | ↘1873 | ↘1526 | ↗1783 | ↘1704 |

## Инфраструктура
Средняя школа № 86.
До 1990-х годов в посёлке работал домостроительный комбинат.